# Kōta Yoshihara
Kōta Yoshihara (jap. 吉原宏太 Yoshihara Kōta; ur. 2 lutego 1978 roku w Fujiidera) - japoński piłkarz, reprezentant kraju.

## Kariera klubowa
Od 1996 do 2012 roku występował w klubach: Consadole Sapporo, Gamba Osaka, Omiya Ardija i Mito HollyHock.

## Kariera reprezentacyjna
W reprezentacji Japonii zadebiutował w 1999.

## Statystyki
| Reprezentacja Japonii | Reprezentacja Japonii | Reprezentacja Japonii |
| Rok                   | Mecze                 | Gole                  |
| --------------------- | --------------------- | --------------------- |
| 1999                  | 1                     | 0                     |
| Razem                 | 1                     | 0                     |

## Osiągnięcia
- J-League: 2005